# 黃欣 (小提琴手)
黃欣（1978年9月5日—）是著名美國籍華裔小提琴家，前任休斯顿交响乐团的首席小提琴，現任紐約愛樂樂團首席。

## 生平
1978年出生于北京，七歲移居美國並學習小提琴。黃欣分別考入著名音樂學府克里夫蘭音樂學院及茱莉亞音樂學院，並贏得多個音樂獎項，包括沃尔特瑙姆堡小提琴比赛和漢諾威國際小提琴比賽，畢業後在莱斯大学及休斯顿大学任教音樂。黃欣自小已經加入休斯顿交响乐团，2010年升任為首席，2014年年尾，紐約愛樂樂團邀請黃欣試任首席兩周，2015年4月，紐約愛樂正式宣佈聘任黃欣為首席。